# N863 (België)
De N863 is een gewestweg in de Belgische provincie Luxemburg. De route ligt tussen Attert en de grens met het land Luxemburg bij de plaats Colpach-Bas. De route heeft een lengte van ruim 2 kilometer. In België sluit de weg niet aan op andere genummerde wegen hoewel een halve af-/toerit van de N4 op ongeveer 500 meter afstand ligt.
In Luxemburg gaat de weg nog ongeveer 700 meter ongenummerd verder waar het aansluit op een kruising met de CR302 en CR303.

## Plaatsen langs de N863
- Attert
- Grendel